# Federico Aparicio
General Federico Aparicio Villaseñor fue un militar mexicano que participó en la Revolución mexicana en Tabasco. Nació en Jalapa, Tabasco. Se incorporó al movimiento maderista desde sus inicios, pero después apoyó la causa felicista. Con el movimiento de Agua Prieta se unió al obregoncismo, separándose de éste en 1923. Cuando los rebeldes delahuertistas fueron derrotados en Tabasco, elementos a sus órdenes entre los que destaca el Coronel Diego Zubiaur matan a Salvador Alvarado, a quién escoltaba en su camino a la frontera con Guatemala. Fue muerto en Pichucalco, Chiapas, en un fallido intento de Rebelión. 